# Częstochowskie Zakłady Zabawkarskie

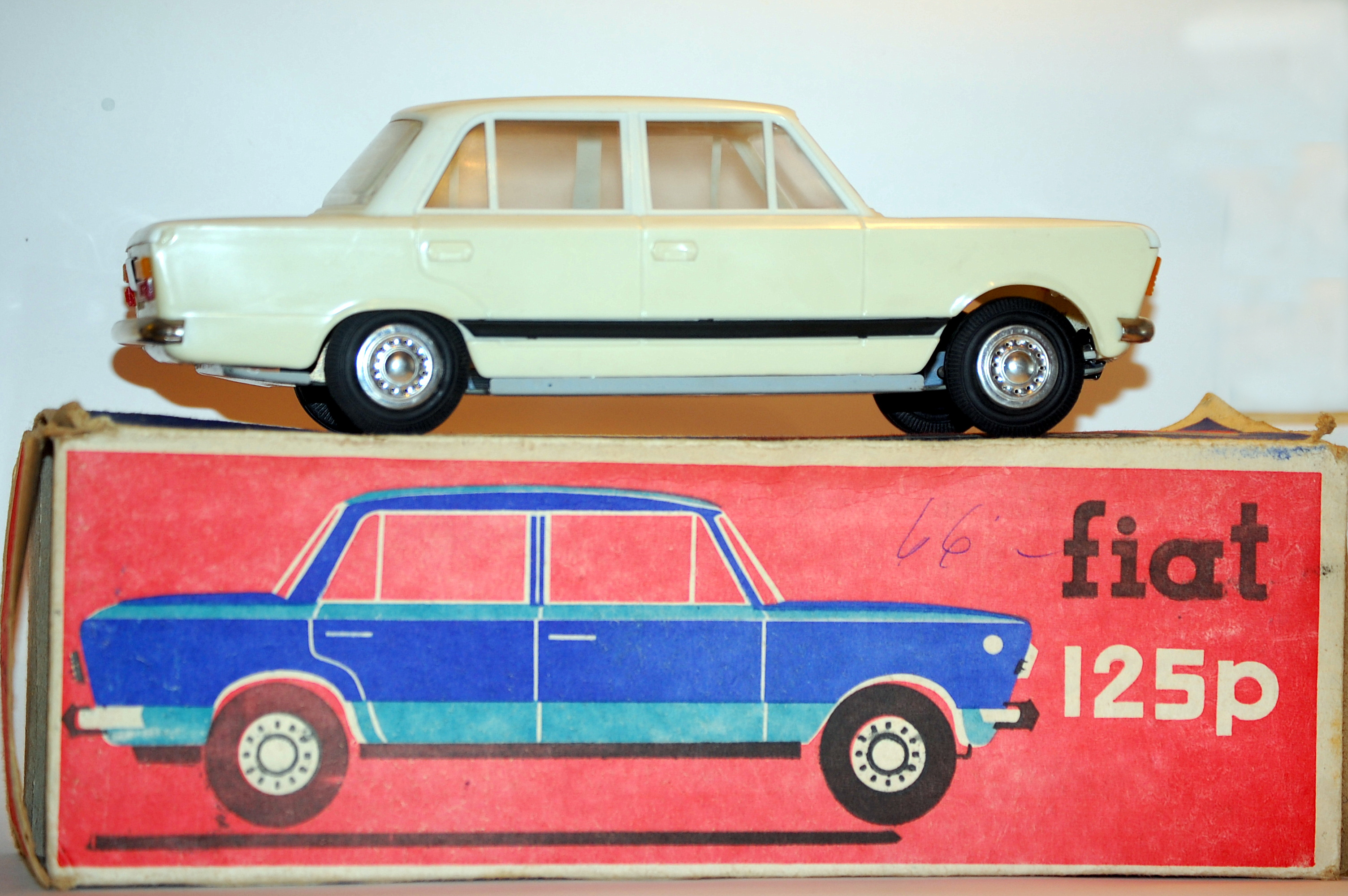
Model Fiata 125p produkcji CZZ

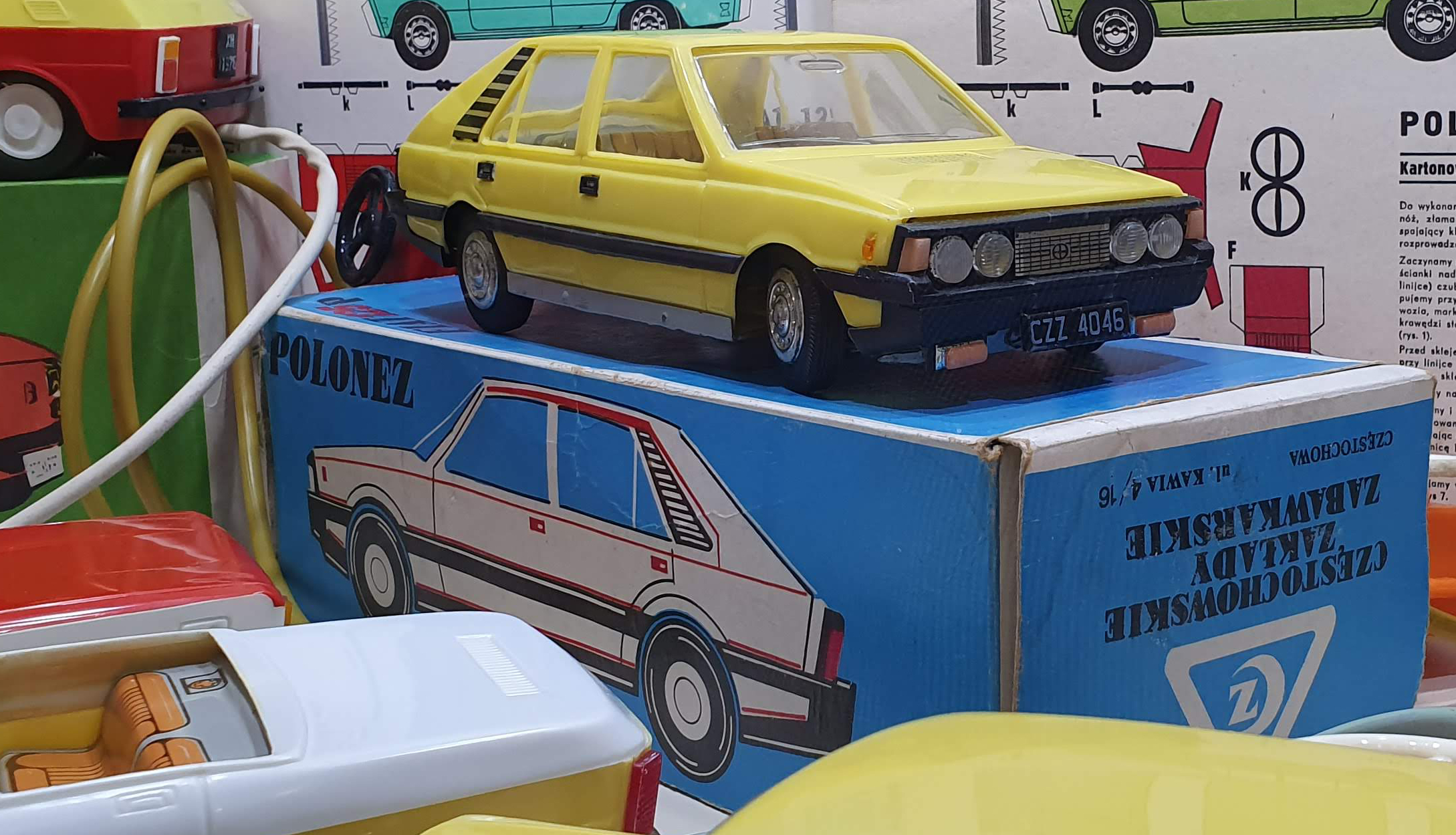
Model poloneza produkcji CZZ

Częstochowskie Zakłady Zabawkarskie Przemysłu Terenowego (w skrócie CZZ, czasem też Cezab) – polskie przedsiębiorstwo produkujące zabawki. Mieściło się w Częstochowie przy ul. Krótkiej 15, gdzie znajdowało się również muzeum zabawek.

## Historia
Fabryka produkowała w latach 50. i 60. głównie samochody z blachy i plastiku, w latach 70. również zabawki zasilane bateriami, z napędem bezwładnościowym i sterowane elektrycznie za pomocą przewodu. W 1971 roku, na krajowych targach w Poznaniu – Częstochowskie Zakłady Zabawkarskie zostały nagrodzone srebrnym medalem za zabawkę samochód osobowy Fiat 125p o napędzie elektrycznym. Z racji, że model ten był odzwierciedleniem Fiata 1300, różnił się szczegółami od później produkowanych modeli Fiata 1500. Przede wszystkim miał rejestrację charakterystyczną dla tamtego okresu SF4046, miał też sporo chromowanych elementów (klamki, listwę boczną, ramki szyb). Pierwsza wersja tego modelu nie posiadała oświetlenia przednich lamp. Model różnił się też imitacją wnętrza; pierwsze modele, jak w Fiacie 1300 miały biegi przy kierownicy. Różnica dotyczyła też podwozi, pierwsze modele nie miały na podwoziu namalowanej imitacji podzespołów. Podwozia były w kolorach czarnym i pomarańczowym.
Wśród produkowanych w Częstochowskich Zakładach Zabawkarskich zabawek były Fiaty 125p i 126p, polonezy, stary, ciężarówki "żbik", "ryś", "puma", autosany, ursusy. Powstał też model Nysy 522, niestety nigdy nie wszedł do produkcji, jedna sztuka znajduje się w Muzeum Zabawek i Zabawy w Kielcach. Wszystkie późniejsze modele miały już rejestrację CZZ 4046. Ciężarówki i traktory miały natomiast rejestrację CZZ 505Y.
Niektóre z zabawek (np. kolekcję starów, kolorową karuzelę łańcuchową) można dziś zobaczyć w Muzeum Zabawek i Zabawy w Kielcach, do którego zostały przeniesione wszystkie eksponaty po likwidacji częstochowskiego muzeum przyzakładowego.